# Сульфур(IV) фторид
Те́трафтори́д сірки — неорганічна речовина із формулою SF4, безбарвний газ, реагує з водою.

## Одержання
- Дія хлору під тиском на суміш сірки і фториду натрію:

{\displaystyle {\mathsf {S+4NaF+2Cl_{2}\ {\xrightarrow {p,200-300^{o}C}}\ SF_{4}+4NaCl}}}
- Дія трифториду кобальту(інші мови) на сірку:

{\displaystyle {\mathsf {S+4CoF_{3}\ {\xrightarrow {350-400^{o}C}}\ SF_{4}+4CoF_{2}}}}
- Розклад дифториду сульфуру:

{\displaystyle {\mathsf {2S_{2}F_{2}\ {\xrightarrow {180^{o}C}}\ SF_{4}+3S}}}
- Дія дихлориду сульфуру на фторид натрію:

{\displaystyle {\mathsf {3SCl_{2}+4NaF\ {\xrightarrow {70^{o}C}}\ SF_{4}+S_{2}Cl_{2}+4NaCl}}}

## Фізичні властивості
Тетрафторид сірки — безбарвний газ, термічно стійкий до 700 °С.
Розчиняється у рідкому фтороводні та бензені.

## Хімічні властивості
- Розкладається при сильному нагріванні:

{\displaystyle {\mathsf {3SF_{4}\ {\xrightarrow {600-700^{o}C}}\ 2SF_{6}+S}}}
- Реагує з вологою повітря:

{\displaystyle {\mathsf {SF_{4}+H_{2}O\ {\xrightarrow {-40^{o}C}}\ SOF_{2}+2HF}}}
- Реагує з водою:

{\displaystyle {\mathsf {SF_{4}+2H_{2}O\ {\xrightarrow {}}\ SO_{2}+4HF}}}
- Реагує з гарячою нітратною кислотою:

{\displaystyle {\mathsf {SF_{4}+2HNO_{3}+2H_{2}O\ {\xrightarrow {90^{o}C}}\ H_{2}SO_{4}+2NO_{2}\uparrow +4HF\uparrow }}}
- Реагує з лугами:

{\displaystyle {\mathsf {SF_{4}+6NaOH\ {\xrightarrow {}}\ Na_{2}SO_{3}+4NaF+3H_{2}O}}}
- При підвищеному тиску і каталізаторі реагує з киснем:

{\displaystyle {\mathsf {2SF_{4}+O_{2}\ {\xrightarrow {NO_{2},200^{o}C}}\ 2SOF_{4}}}}